# Tamaro (spezia)
Il tamaro è una miscela di spezie in polvere utilizzata principalmente per aromatizzare piatti a base di carne di maiale.
Sebbene molti erroneamente credano sia una miscela orientale, il tamaro è originario delle zone di Vicenza e dell'Italia del nord, ed è utilizzato principalmente per insaporire la cacciagione e piatti a base di carne in generale.

## Sapore
Il tamaro ha un sapore dolce e aromatico, ma anche speziato e fresco. 
Le sue note di noce moscata, coriandolo e cannella rendono ogni tipo di preparazione dolce e speziata.

## Composizione
La composizione classica prevede: noce moscata, coriandolo, finocchio, anice stellato, anice, cannella.